# Alles wat was
Alles wat was is een jeugdboek uit 2020 van de Deens-Nederlands filosofe en publiciste Stine Jensen, met illustraties van Marijke Klompmaker. Het boek gaat over het thema afscheid nemen, en is bedoeld voor kinderen in de leeftijd van 9 tot 11 jaar. Alles wat was werd verkozen tot een van de beste jeugdboeken van 2021.
Het boek richt zich op allerlei vormen van afscheid nemen, zoals een verhuizing, het wegdoen van spullen, of het overlijden van een dierbare. Het thema wordt op een licht filosofische toon behandeld, onder andere gebruikmakend van brieven en uitspraken van kinderen.